# Itariri
Itariri là một đô thị ở bang São Paulo của Brasil.
Đô thị này nằm ở vĩ độ 24º17'21" độ vĩ nam và kinh độ 47º10'28" độ vĩ tây, trên khu vực có độ cao 55 m. Dân số năm 2006 ước khoảng 15.095 người. 
Đô thị này có diện tích 273 km².

## Thông tin nhân khẩu
Dữ liệu dân số theo điều tra dân số năm 2000
Tổng dân số: 13.613
- Dân số thành thị: 7.445
- Dân số nông thôn: 6.168
- Nam giới: 6.965
- Nữ giới: 6.648

Mật độ dân số (người/km²): 49,79
Tỷ lệ tử vong trẻ sơ sinh dưới 1 tuổi (trên một triệu người): 21,87
Tuổi thọ bình quân (tuổi): 68,30
Tỷ lệ sinh (số trẻ trên mỗi bà mẹ): 3,21
Tỷ lệ biết đọc biết viết: 89,08%
Chỉ số phát triển con người (HDI-M): 0,750
- Chỉ số phát triển con người - Thu nhập: 0,688
- Chỉ số phát triển con người - Tuổi thọ: 0,722
- Chỉ số phát triển con người - Giáo dục: 0,839

(Nguồn: IPEADATA)